# Passaic (Misuri)
Passaic es un pueblo ubicado en el condado de Bates en el estado estadounidense de Misuri. En el Censo de 2010 tenía una población de 34 habitantes y una densidad poblacional de 184,89 personas por km².

## Geografía
Passaic se encuentra ubicado en las coordenadas 38°19′18″N 94°20′56″O / 38.32167, -94.34889. Según la Oficina del Censo de los Estados Unidos, Passaic tiene una superficie total de 0.18 km², de la cual 0.18 km² corresponden a tierra firme y (0%) 0 km² es agua.

## Demografía
Según el censo de 2010, había 34 personas residiendo en Passaic. La densidad de población era de 184,89 hab./km². De los 34 habitantes, Passaic estaba compuesto por el 100% blancos, el 0% eran afroamericanos, el 0% eran amerindios, el 0% eran asiáticos, el 0% eran isleños del Pacífico, el 0% eran de otras razas y el 0% pertenecían a dos o más razas. Del total de la población el 2.94% eran hispanos o latinos de cualquier raza.